# Days of the New
Days of the New é uma banda de rock dos Estados Unidos, formada em 1995 pelos amigos de escola Travis Meeks (vocalista), Jesse West (baixista) e Matt Taul (baterista).

## História
Originários de Charlestown, no estado de Indiana, o trio mudou-se para Louisville, no Kentucky, onde conheceram o Todd Whitener (guitarrista). O agora quarteto passa a ter como produtor o já veterano Scott Litt (que já trabalhara com as bandas R.E.M. e The Replacements), então dono da Outpost Records, por volta de 1996.
A banda gravou seu primeiro disco, intitulado apenas com o nome da banda — alguns fãs chamam o primeiro disco de Orange ("laranja", em inglês), enquanto outros chamam-no de Yellow ("amarelo", em inglês) —, lançado em 1997. O álbum é inteiramente gravado com violões, baixo e bateria. O álbum chegou a vender 1,5 milhões de cópias e não demorou para começar a ser tocado por rádios alternativas. O primeiro single do CD, Touch, Peel and Stand, chegou ao topo das paradas de rock. Com esse sucesso, o Days of the New foi convidado para abrir 34 shows da turnê de Jerry Cantrell, guitarrista do Alice in Chains, e do Metallica.
Em 1998, entretanto, a banda se separou. Matt, Jesse e Todd formaram então o Tantric, enquanto Travis começou imediatamente a produção do segundo disco do Days of the New, praticamente com o mesmo nome — Days of the New II, apesar de alguns fãs chamarem o álbum de Green ("verde", em inglês). No novo álbum verifica-se o uso abusivo de samplers (em músicas como Flight Response, The Real e Provider), batidas de música eletrônica (em Enemy) e de instrumentos eruditos, como flautas e violinos (no restante das músicas, como Not the Same e Weapon & the Wound). Meeks tocou todos os instrumentos. O álbum não teve boas vendas, ainda mais se comparado ao primeiro CD da banda: Green vendeu 450 mil cópias.
Em 2000, Meeks, junto com Ray Rizzo (baterista), começou a produzir o terceiro disco da banda, intitulado seguindo o padrão dos álbuns anteriores: Days of the New III — ou Red ("vermelho", em inglês), para alguns fãs —, que seria lançado no ano seguinte, já com o baixista Matt Huettig. Nesse álbum, o trio usou guitarras junto com os violões. O resultado comercial foi fraco: 95 mil cópias vendidas.
Desde 2004, o site da banda anuncia que já há material pronto para dar início às gravações de um novo álbum, intitulado Purple. Os preparativos foram interrompidos pouco depois, quando Travis foi internado em uma clínica de recuperação por causa de seu vício em metanfetamina. Depois de sair da clínica,  sem encontrar uma gravadora, vem adiando o lançamento do novo álbum — existe a possibilidade de ele ser lançado de maneira independente.
Enquanto o álbum não sai, o Days of the New tem se apresentado esporadicamente nos Estados Unidos, e a gravadora Geffen anunciou o lançamento de uma coletânea da banda, intitulada Days of the New: The Definitive Collection, em março de 2008.

## Participação em trilha sonora de filme
Em 2000, o Days Of The New participou da trilha sonora do filme The Crow: Salvation (lançado no Brasil sob o título O Corvo: A Salvação e em Portugal como O Corvo: Pena Capital). No filme, a música executada pela banda foi "Independent Slaves", que nunca foi incluída em nenhum dos álbuns da banda.

## Discografia

### Orange (1997)
1. Shelf in the Room (4:44)
2. Touch Peel and Stand (4:58)
3. Face of the Earth (5:17)
4. Solitude (4:11)
5. The Down Town (4:17)
6. What's Left For Me? (5:27)
7. Freak (5:24)
8. Now (5:05)
9. Whimsical (6:02)
10. Where I Stand (5:39)
11. How Do You Know You (5:34)
12. Cling (15:28)

### Green (1999)
1. Flight Response (5:55)
2. The Real (4:19)
3. Enemy (5:12)
4. Weapon & the Wound (5:45)
5. Skeleton Key (3:03)
6. Take Me Back Then (4:16)
7. Bring Yourself (5:55)
8. I Think (5:51)
9. Longfellow (1:56)
10. (untitled) (1:42)
11. Phobics of Tragedy (3:27)
12. Not the Same (4:24)
13. Provider (5:53)
14. Last One (4:37).

### Red (2001)
1. Hang on to This (4:12)
2. Fighting with Clay (2:53)
3. Days In Our Life (3:43)
4. Die Born (3:57)
5. Best of Life (5:34)
6. Dirty Road (4:43)
7. Where Are You? (3:34)
8. Never Drown (5:06)
9. Words (3:42)
10. Once Again (3:40)
11. Giving In (5:45)
12. Dancing With The Wind (10:10).